# Первая лига Украины по футболу 2012/2013 (составы)
Данный список включает футболистов, которые сыграли хотя бы один матч за основной состав команды в Первой лиге Украины сезона 2012/13  (включая матчи плей-офф за сохранение места).
Всего в сезоне приняли участие 533 футболиста. В среднем каждая из 18 команд использовала по 32 игрока. Больше всего футболистов задействовал «Арсенал» — 48, меньше всего — «Авангард» — 24.
В турнире выступили 15 легионеров. Наибольшее их количество — по 5 игроков — было в составах «Севастополя» и «Динамо-2».

## Авангард
| Футболист                        | Гражданство | Дата рождения    | М       | Г       | ЖК      | КК      |
| Вратари                          | Вратари     | Вратари          | Вратари | Вратари | Вратари | Вратари |
| -------------------------------- | ----------- | ---------------- | ------- | ------- | ------- | ------- |
| Пуговкин Дмитрий Константинович  | Украина     | 2 января 1987    | 26      | 0       | 2       | 0       |
| Гришин Игорь Викторович          | Украина     | 21 февраля 1989  | 7       | 0       | 1       | 0       |
| Защитники                        |             |                  |         |         |         |         |
| Визавер Виталий Юрьевич          | Украина     | 22 декабря 1978  | 32      | 1       | 7       | 0       |
| Шарко Антон Анатольевич          | Украина     | 17 февраля 1987  | 23      | 1       | 2       | 0       |
| Доценко Дмитрий Викторович       | Украина     | 14 февраля 1988  | 13      | 0       | 5       | 0       |
| Киселевский Денис Викторович     | Украина     | 16 декабря 1990  | 12      | 1       | 3       | 0       |
| Передистый Станислав Юрьевич     | Украина     | 17 сентября 1989 | 5       | 0       | 0       | 0       |
| Прачук Александр Николаевич      | Украина     | 13 декабря 1988  | 5       | 0       | 2       | 0       |
| Крещик Александр Владимирович    | Украина     | 30 апреля 1984   | 5       | 0       | 1       | 0       |
| Полузащитники                    |             |                  |         |         |         |         |
| Ковалёв Михаил Иванович          | Украина     | 25 февраля 1986  | 32      | 0       | 3       | 0       |
| Швец Дмитрий Андреевич           | Украина     | 4 июля 1989      | 32      | 2       | 5       | 0       |
| Кравченко Юрий Иванович          | Украина     | 12 января 1989   | 30      | 0       | 0       | 0       |
| Собко Виталий Иванович           | Украина     | 27 июля 1987     | 30      | 7       | 4       | 0       |
| Скарлош Андрей Владимирович      | Украина     | 25 июня 1987     | 28      | 4       | 3       | 0       |
| Малыш Игорь Анатольевич          | Украина     | 15 июля 1983     | 27      | 4       | 5       | 0       |
| Поднебенной Вячеслав Григорьевич | Украина     | 3 мая 1988       | 26      | 1       | 1       | 0       |
| Сумцов Виталий Александрович     | Украина     | 3 июля 1985      | 12      | 0       | 1       | 0       |
| Мироненко Роман Юрьевич          | Украина     | 13 июня 1990     | 2       | 0       | 0       | 0       |
| Нападающие                       |             |                  |         |         |         |         |
| Козьбан Дмитрий Сергеевич        | Украина     | 27 апреля 1989   | 33      | 8       | 3       | 0       |
| Брынько Александр Стефанович     | Украина     | 13 мая 1989      | 32      | 0       | 5       | 0       |
| Швидкий Евгений Геннадьевич      | Украина     | 21 июля 1988     | 31      | 7       | 6       | 0       |
| Акопян Давид Арменович           | Украина     | 29 апреля 1990   | 15      | 0       | 2       | 0       |
| Штогрин Роман Юрьевич            | Украина     | 30 июня 1993     | 6       | 0       | 0       | 0       |
| Шуляк Алексей Андреевич          | Украина     | 28 марта 1990    | 1       | 0       | 0       | 0       |

## Александрия
| Футболист                         | Гражданство | Дата рождения    | М       | Г       | ЖК      | КК      |
| Вратари                           | Вратари     | Вратари          | Вратари | Вратари | Вратари | Вратари |
| --------------------------------- | ----------- | ---------------- | ------- | ------- | ------- | ------- |
| Зарубин Руслан Александрович      | Украина     | 21 марта 1983    | 25      | 0       | 1       | 0       |
| Леванидов Владислав Александрович | Украина     | 23 февраля 1993  | 9       | 0       | 0       | 0       |
| Защитники                         |             |                  |         |         |         |         |
| Микицей Станислав Игоревич        | Украина     | 7 сентября 1989  | 27      | 1       | 4       | 0       |
| Басов Сергей Германович           | Украина     | 19 января 1987   | 27      | 2       | 6       | 0       |
| Чередниченко Игорь Викторович     | Украина     | 9 мая 1984       | 21      | 3       | 3       | 0       |
| Шендрик Антон Сергеевич           | Украина     | 26 мая 1986      | 16      | 0       | 2       | 0       |
| Протич Радош                      | Сербия      | 31 января 1987   | 13      | 0       | 2       | 1       |
| Сахневич Андрей Владимирович      | Украина     | 17 апреля 1989   | 13      | 0       | 3       | 0       |
| Назаренко Дмитрий Николаевич      | Украина     | 14 сентября 1987 | 8       | 0       | 0       | 0       |
| Лобойко Сергей Владимирович       | Украина     | 6 апреля 1985    | 7       | 0       | 1       | 0       |
| Полузащитники                     |             |                  |         |         |         |         |
| Грицук Василий Васильевич         | Украина     | 21 ноября 1987   | 30      | 5       | 4       | 1       |
| Запорожан Андрей Юрьевич          | Украина     | 21 марта 1983    | 29      | 2       | 5       | 0       |
| Бондаренко Владимир Петрович      | Украина     | 6 июля 1981      | 26      | 0       | 10      | 0       |
| Банада Евгений Владимирович       | Украина     | 29 февраля 1992  | 26      | 1       | 7       | 1       |
| Полярус Артём Игоревич            | Украина     | 5 июля 1992      | 24      | 3       | 0       | 0       |
| Старенький Сергей Николаевич      | Украина     | 20 сентября 1984 | 21      | 3       | 3       | 0       |
| Гавриш Виталий Владимирович       | Украина     | 18 марта 1986    | 20      | 1       | 3       | 0       |
| Колесниченко Сергей Геннадьевич   | Украина     | 23 января 1987   | 13      | 0       | 2       | 0       |
| Пичкур Евгений Анатольевич        | Украина     | 30 августа 1979  | 12      | 2       | 1       | 0       |
| Бровченко Юрий Анатольевич        | Украина     | 25 января 1988   | 10      | 0       | 1       | 0       |
| Гордя Игорь Владимирович          | Украина     | 3 апреля 1988    | 3       | 0       | 1       | 0       |
| Нападающие                        |             |                  |         |         |         |         |
| Кича Антон Владиславович          | Украина     | 1 мая 1990       | 32      | 4       | 6       | 0       |
| Шевченко Вячеслав Тарасович       | Украина     | 30 мая 1985      | 31      | 15      | 5       | 0       |
| Михалёв Илья Русланович           | Украина     | 31 июля 1990     | 16      | 1       | 2       | 0       |
| Соломка Юрий Анатольевич          | Украина     | 4 января 1990    | 13      | 0       | 1       | 0       |
| Коломоец Юрий Николаевич          | Украина     | 22 марта 1990    | 11      | 4       | 1       | 0       |
| Мотуз Сергей Сергеевич            | Украина     | 6 июля 1982      | 6       | 0       | 1       | 0       |
| Кралик Ян                         | Чехия       | 7 марта 1987     | 4       | 0       | 0       | 0       |

## Арсенал
| Футболист                         | Гражданство | Дата рождения    | М       | Г       | ЖК      | КК      |
| Вратари                           | Вратари     | Вратари          | Вратари | Вратари | Вратари | Вратари |
| --------------------------------- | ----------- | ---------------- | ------- | ------- | ------- | ------- |
| Марущак Марьян Осипович           | Украина     | 10 мая 1979      | 11      | 0       | 2       | 0       |
| Суслов Кирилл Анатольевич         | Украина     | 23 ноября 1979   | 9       | 0       | 2       | 0       |
| Фельде Иван Иванович              | Украина     | 10 июля 1988     | 7       | 0       | 1       | 0       |
| Симаков Евгений Игоревич          | Украина     | 27 февраля 1992  | 6       | 0       | 1       | 0       |
| Радченко Андрей Александрович     | Украина     | 15 апреля 1989   | 3       | 0       | 0       | 0       |
| Защитники                         |             |                  |         |         |         |         |
| Романюк Виталий Викторович        | Украина     | 22 февраля 1984  | 18      | 0       | 3       | 1       |
| Малый Сергей Викторович           | Украина     | 5 июня 1990      | 18      | 1       | 4       | 0       |
| Рыбковский Павел Владимирович     | Украина     | 12 июля 1989     | 17      | 1       | 5       | 0       |
| Антонюк Дмитрий Григорьевич       | Украина     | 4 октября 1986   | 15      | 0       | 2       | 0       |
| Петрук Иван Валерьевич            | Украина     | 10 августа 1989  | 12      | 1       | 3       | 0       |
| Стоян Максим Анатольевич          | Украина     | 19 августа 1980  | 11      | 0       | 0       | 0       |
| Коваленко Константин Петрович     | Украина     | 5 декабря 1986   | 11      | 0       | 2       | 0       |
| Белов Дмитрий Борисович           | Украина     | 28 апреля 1988   | 9       | 0       | 3       | 0       |
| Циколия Ираклий Гурамович         | Украина     | 26 мая 1987      | 6       | 0       | 1       | 0       |
| Шеншин Александр Александрович    | Украина     | 14 сентября 1989 | 5       | 0       | 1       | 0       |
| Шаповал Евгений Васильевич        | Украина     | 16 августа 1987  | 4       | 0       | 0       | 0       |
| Ковельский Юрий Иванович          | Украина     | 3 сентября 1992  | 3       | 0       | 0       | 0       |
| Штыка Виталий Евгеньевич          | Украина     | 12 августа 1995  | 2       | 0       | 1       | 0       |
| Полузащитники                     |             |                  |         |         |         |         |
| Проневич Дмитрий Олегович         | Украина     | 19 ноября 1984   | 23      | 1       | 6       | 0       |
| Дячук-Ставицкий Михаил Юрьевич    | Украина     | 1 января 1989    | 17      | 1       | 3       | 0       |
| Леонов Дмитрий Валерьевич         | Украина     | 6 ноября 1988    | 17      | 6       | 5       | 0       |
| Степанчук Сергей Анатольевич      | Украина     | 25 ноября 1987   | 16      | 0       | 1       | 0       |
| Гонщик Вадим Валерьевич           | Украина     | 25 января 1986   | 16      | 0       | 3       | 0       |
| Черномаз Павел Олегович           | Украина     | 8 июля 1990      | 14      | 0       | 2       | 0       |
| Кикоть Андрей Ярославович         | Украина     | 7 июня 1984      | 12      | 0       | 1       | 0       |
| Лобцов Павел Евгеньевич           | Украина     | 9 января 1988    | 12      | 0       | 2       | 0       |
| Спичка Иван Николаевич            | Украина     | 18 января 1991   | 12      | 3       | 4       | 0       |
| Рафальский Ярослав Ярославович    | Украина     | 16 июля 1992     | 11      | 1       | 5       | 0       |
| Ордынский Владимир Дмитриевич     | Украина     | 22 апреля 1985   | 10      | 0       | 0       | 0       |
| Менжега Александр Николаевич      | Украина     | 16 февраля 1988  | 9       | 0       | 0       | 0       |
| Крилюк Людвиг Андреевич           | Украина     | 10 июля 1992     | 8       | 0       | 0       | 0       |
| Шония Коба                        | Украина     | 18 июня 1988     | 5       | 0       | 0       | 0       |
| Булкин Михаил Петрович            | Украина     | 8 февраля 1991   | 4       | 0       | 0       | 0       |
| Мирослин Евгений Александрович    | Украина     | 12 апреля 1993   | 3       | 0       | 0       | 0       |
| Толстяк Александр Аркадьевич      | Украина     | 4 февраля 1990   | 2       | 0       | 1       | 1       |
| Кудь Антон Викторович             | Украина     | 25 июня 1987     | 1       | 0       | 0       | 0       |
| Нападающие                        |             |                  |         |         |         |         |
| Лебединец Александр Александрович | Украина     | 8 августа 1984   | 21      | 1       | 4       | 0       |
| Степанков Роман Андреевич         | Украина     | 1 января 1989    | 21      | 2       | 6       | 0       |
| Алексанов Сергей Иванович         | Украина     | 12 февраля 1990  | 19      | 2       | 3       | 0       |
| Товкацкий Василий Сергеевич       | Украина     | 14 января 1983   | 13      | 0       | 1       | 0       |
| Шептицкий Олег Романович          | Украина     | 1 сентября 1986  | 11      | 1       | 0       | 1       |
| Ефименко Вячеслав Викторович      | Украина     | 18 ноября 1988   | 8       | 1       | 1       | 0       |
| Запорожец Роман Валерьевич        | Украина     | 8 октября 1987   | 7       | 0       | 1       | 0       |
| Ковалевский Антон Анатольевич     | Украина     | 2 августа 1984   | 7       | 0       | 1       | 0       |
| Кругляк Андрей Александрович      | Украина     | 22 апреля 1986   | 7       | 0       | 2       | 0       |
| Морозов Александр Александрович   | Украина     | 9 марта 1985     | 7       | 1       | 1       | 0       |
| Глушко Юрий Анатольевич           | Украина     | 5 февраля 1991   | 5       | 0       | 1       | 0       |
| Махно Иван Николаевич             | Украина     | 8 марта 1994     | 2       | 0       | 0       | 0       |

## Буковина
| Футболист                            | Гражданство | Дата рождения    | М       | Г       | ЖК      | КК      |
| Вратари                              | Вратари     | Вратари          | Вратари | Вратари | Вратари | Вратари |
| ------------------------------------ | ----------- | ---------------- | ------- | ------- | ------- | ------- |
| Когут Богдан Игоревич                | Украина     | 10 октября 1987  | 33      | 0       | 1       | 0       |
| Защитники                            |             |                  |         |         |         |         |
| Керчу Олег Николаевич                | Украина     | 6 июля 1984      | 29      | 3       | 5       | 0       |
| Аблитаров Ризван Решатович           | Украина     | 18 апреля 1989   | 26      | 2       | 5       | 1       |
| Циколия Ираклий Гурамович            | Украина     | 26 мая 1987      | 17      | 0       | 3       | 0       |
| Ятленко Андрей Сергеевич             | Украина     | 17 октября 1988  | 11      | 1       | 2       | 0       |
| Новотрясов Артур Николаевич          | Украина     | 19 июля 1992     | 10      | 2       | 6       | 0       |
| Полузащитники                        |             |                  |         |         |         |         |
| Дорош Роман Игоревич                 | Украина     | 1 января 1987    | 31      | 2       | 7       | 0       |
| Донец Андрей Анатольевич             | Украина     | 3 января 1981    | 26      | 2       | 2       | 1       |
| Савин Антон Васильевич               | Украина     | 7 февраля 1990   | 26      | 4       | 3       | 0       |
| Вечтомов Александр Олегович          | Украина     | 11 января 1988   | 24      | 0       | 6       | 1       |
| Найко Владимир Александрович         | Украина     | 17 января 1988   | 16      | 0       | 4       | 0       |
| Бровченко Юрий Анатольевич           | Украина     | 25 января 1988   | 15      | 0       | 2       | 0       |
| Лупашко Владислав Викторович         | Украина     | 4 декабря 1986   | 13      | 0       | 3       | 0       |
| Ушаков Евгений Сергеевич             | Украина     | 7 ноября 1989    | 13      | 1       | 1       | 0       |
| Гунчак Руслан Иванович               | Украина     | 9 августа 1979   | 11      | 0       | 1       | 0       |
| Зозуля Дмитрий Владимирович          | Украина     | 9 июня 1988      | 10      | 0       | 1       | 0       |
| Алан                                 | Бразилия    | 9 декабря 1987   | 10      | 1       | 1       | 0       |
| Шупик Евгений Владимирович           | Украина     | 9 июля 1982      | 9       | 0       | 0       | 0       |
| Боровец Максим Фёдорович             | Украина     | 15 апреля 1992   | 8       | 0       | 0       | 0       |
| Орловский Борис Павлович             | Украина     | 16 января 1993   | 8       | 0       | 1       | 0       |
| Сибиряков Сергей Александрович       | Украина     | 1 января 1982    | 8       | 1       | 1       | 0       |
| Колесник Евгений Валерьевич          | Украина     | 13 января 1990   | 7       | 0       | 0       | 0       |
| Елов Артём Валентинович              | Украина     | 16 сентября 1995 | 4       | 0       | 1       | 0       |
| Нападающие                           |             |                  |         |         |         |         |
| Сантрапинских Евгений Константинович | Украина     | 21 октября 1987  | 30      | 8       | 3       | 0       |
| Маковейчук Степан Иванович           | Украина     | 11 сентября 1982 | 28      | 1       | 6       | 0       |
| Платон Руслан Сергеевич              | Украина     | 12 января 1982   | 25      | 16      | 5       | 1       |
| Якименко Александр Валерьевич        | Украина     | 5 сентября 1988  | 16      | 0       | 3       | 0       |
| Яворский Тарас Ярославович           | Украина     | 9 июня 1989      | 10      | 1       | 3       | 0       |
| Целых Юрий Николаевич                | Украина     | 18 апреля 1979   | 6       | 0       | 0       | 0       |
| Семенюк Александр Дмитриевич         | Украина     | 20 февраля 1987  | 6       | 1       | 1       | 0       |
| Степанков Роман Андреевич            | Украина     | 1 января 1989    | 3       | 0       | 0       | 0       |
| Моисеенко Алексей Анатольевич        | Украина     | 25 октября 1991  | 3       | 0       | 0       | 0       |

## Гелиос
| Футболист                                | Гражданство | Дата рождения    | М       | Г       | ЖК      | КК      |
| Вратари                                  | Вратари     | Вратари          | Вратари | Вратари | Вратари | Вратари |
| ---------------------------------------- | ----------- | ---------------- | ------- | ------- | ------- | ------- |
| Сидоренко Денис Борисович                | Украина     | 18 апреля 1989   | 31      | 0       | 1       | 0       |
| Рябой Андрей Александрович               | Украина     | 26 марта 1988    | 3       | 0       | 0       | 1       |
| Защитники                                |             |                  |         |         |         |         |
| Налыгач Владислав Юрьевич                | Украина     | 19 марта 1985    | 31      | 2       | 2       | 0       |
| Борзенко Сергей Александрович            | Украина     | 22 июня 1986     | 30      | 2       | 5       | 0       |
| Комарницкий Виталий Станиславович        | Украина     | 2 августа 1981   | 22      | 0       | 2       | 0       |
| Лобойко Сергей Владимирович              | Украина     | 6 апреля 1985    | 20      | 0       | 5       | 0       |
| Тистык Игорь Владимирович                | Украина     | 27 мая 1989      | 15      | 0       | 5       | 0       |
| Яценко Александр Иванович                | Украина     | 24 февраля 1985  | 10      | 0       | 1       | 0       |
| Кравченко Антон Сергеевич                | Украина     | 23 марта 1991    | 9       | 2       | 3       | 0       |
| Бурлин Анатолий Андреевич                | Украина     | 19 января 1990   | 8       | 0       | 1       | 0       |
| Чеботаев Сергей Евгеньевич               | Украина     | 7 марта 1988     | 6       | 0       | 0       | 0       |
| Кривошеев Алексей Анатольевич            | Украина     | 22 февраля 1984  | 6       | 1       | 3       | 0       |
| Гальчук Любомир Богданович               | Украина     | 18 сентября 1981 | 5       | 0       | 0       | 0       |
| Маринчук Денис Богданович                | Украина     | 28 декабря 1984  | 1       | 0       | 0       | 0       |
| Полузащитники                            |             |                  |         |         |         |         |
| Герасимец Сергей Сергеевич               | Украина     | 20 августа 1988  | 32      | 8       | 5       | 0       |
| Костюк Сергей Владимирович               | Украина     | 5 марта 1986     | 27      | 0       | 5       | 1       |
| Долгий Антон Сергеевич                   | Украина     | 26 марта 1992    | 26      | 0       | 7       | 0       |
| Лозовой Евгений Викторович               | Украина     | 25 марта 1988    | 20      | 2       | 3       | 0       |
| Лисицын Евгений Анатольевич              | Украина     | 16 июля 1981     | 18      | 0       | 2       | 0       |
| Хромых Антон Георгиевич                  | Украина     | 23 мая 1982      | 14      | 1       | 0       | 1       |
| Загинайлов Сергей Геннадьевич            | Украина     | 3 января 1991    | 10      | 0       | 1       | 0       |
| Корольчук Антон Валерьевич               | Украина     | 9 марта 1987     | 9       | 0       | 1       | 0       |
| Хамильтон-Роллингс Филипп Ларри Владимир | Украина     | 22 февраля 1993  | 5       | 0       | 0       | 0       |
| Яхно Максим Анатольевич                  | Украина     | 3 апреля 1988    | 5       | 0       | 1       | 0       |
| Нападающие                               |             |                  |         |         |         |         |
| Расков Виктор Викторович                 | Украина     | 8 мая 1984       | 30      | 7       | 2       | 0       |
| Кандауров Андрей Владимирович            | Украина     | 24 октября 1987  | 26      | 1       | 4       | 0       |
| Давыдов Сергей Викторович                | Украина     | 16 декабря 1984  | 20      | 3       | 3       | 0       |
| Худобяк Игорь Орестович                  | Украина     | 5 апреля 1987    | 13      | 2       | 2       | 0       |
| Качур Руслан Анатольевич                 | Украина     | 9 июня 1982      | 12      | 0       | 1       | 0       |
| Батальский Александр Анатольевич         | Украина     | 28 октября 1986  | 12      | 1       | 3       | 0       |
| Воробей Андрей Алексеевич                | Украина     | 29 ноября 1978   | 6       | 0       | 0       | 0       |
| Ягмурян Артур Романович                  | Украина     | 4 марта 1991     | 2       | 0       | 0       | 0       |

## Динамо-2
| Футболист                       | Гражданство | Дата рождения    | М       | Г       | ЖК      | КК      |
| Вратари                         | Вратари     | Вратари          | Вратари | Вратари | Вратари | Вратари |
| ------------------------------- | ----------- | ---------------- | ------- | ------- | ------- | ------- |
| Рудько Артур Алексеевич         | Украина     | 7 мая 1992       | 18      | 0       | 0       | 0       |
| Кичак Артём Иванович            | Украина     | 16 мая 1989      | 12      | 0       | 2       | 1       |
| Загладько Роман Николаевич      | Украина     | 28 марта 1988    | 5       | 0       | 0       | 0       |
| Защитники                       |             |                  |         |         |         |         |
| Кушниров Дмитрий Александрович  | Украина     | 1 апреля 1990    | 28      | 0       | 7       | 0       |
| Рыжук Дмитрий Юрьевич           | Украина     | 5 апреля 1992    | 27      | 0       | 9       | 0       |
| Лухтанов Вячеслав Геннадьевич   | Украина     | 12 февраля 1995  | 26      | 2       | 6       | 1       |
| Черноморец Александр Сергеевич  | Украина     | 5 апреля 1993    | 24      | 0       | 4       | 0       |
| Козлов Кирилл Александрович     | Украина     | 27 февраля 1990  | 19      | 0       | 2       | 0       |
| Бутенин Артём Алексеевич        | Украина     | 3 октября 1989   | 9       | 0       | 0       | 0       |
| Сухомлинов Рудольф Олегович     | Украина     | 11 марта 1993    | 8       | 0       | 1       | 0       |
| Логинов Сергей Николаевич       | Украина     | 24 августа 1990  | 7       | 0       | 0       | 1       |
| Балян Денис Дмитриевич          | Украина     | 18 августа 1993  | 7       | 0       | 1       | 0       |
| Адаменко Роман Александрович    | Украина     | 20 июля 1992     | 4       | 0       | 1       | 0       |
| Допилка Олег Васильевич         | Украина     | 12 марта 1986    | 3       | 0       | 1       | 0       |
| Парцвания Темур Рафиелович      | Украина     | 6 июля 1991      | 3       | 0       | 1       | 0       |
| Полузащитники                   |             |                  |         |         |         |         |
| Медынский Игорь Николаевич      | Украина     | 3 января 1993    | 33      | 3       | 2       | 0       |
| Гемега Виталий Анатольевич      | Украина     | 10 января 1994   | 33      | 4       | 2       | 0       |
| Суарес Диего                    | Боливия     | 7 октября 1992   | 30      | 2       | 8       | 0       |
| Темиле Франк                    | Нигерия     | 15 июля 1990     | 26      | 3       | 7       | 0       |
| Фаворов Артем Владимирович      | Украина     | 19 марта 1994    | 19      | 1       | 3       | 0       |
| Боровик Александр Александрович | Украина     | 7 февраля 1993   | 13      | 0       | 0       | 0       |
| Шевчук Сергей Анатольевич       | Украина     | 21 сентября 1990 | 13      | 0       | 1       | 0       |
| Морозенко Евгений Сергеевич     | Украина     | 16 декабря 1991  | 13      | 1       | 3       | 0       |
| Эль-Каддури Бадр                | Марокко     | 31 января 1981   | 9       | 0       | 0       | 0       |
| Ермаченко Александр Валерьевич  | Украина     | 29 января 1993   | 8       | 0       | 0       | 0       |
| Прокипчук Ярослав Иванович      | Украина     | 6 февраля 1992   | 8       | 0       | 1       | 0       |
| Нападающие                      |             |                  |         |         |         |         |
| Коркишко Дмитрий Юрьевич        | Украина     | 4 мая 1990       | 24      | 7       | 6       | 0       |
| Хобленко Алексей Сергеевич      | Украина     | 4 апреля 1994    | 21      | 1       | 2       | 0       |
| Исраилов Ахлетдин Шукурович     | Кыргызстан  | 16 сентября 1994 | 16      | 4       | 0       | 0       |
| Каверин Виталий Викторович      | Украина     | 4 сентября 1990  | 7       | 0       | 2       | 0       |
| Воронков Андрей Николаевич      | Беларусь    | 8 февраля 1989   | 4       | 3       | 0       | 0       |

## Звезда
| Футболист                         | Гражданство | Дата рождения   | М       | Г       | ЖК      | КК      |
| Вратари                           | Вратари     | Вратари         | Вратари | Вратари | Вратари | Вратари |
| --------------------------------- | ----------- | --------------- | ------- | ------- | ------- | ------- |
| Ширяев Евгений Юрьевич            | Украина     | 22 февраля 1984 | 25      | 0       | 0       | 1       |
| Ситников Антон Александрович      | Украина     | 12 июля 1991    | 5       | 0       | 0       | 0       |
| Травкин Роман Юрьевич             | Украина     | 18 ноября 1990  | 4       | 0       | 0       | 0       |
| Защитники                         |             |                 |         |         |         |         |
| Пинчук Тарас Владимирович         | Украина     | 27 апреля 1989  | 33      | 0       | 2       | 0       |
| Бочкур Роман Романович            | Украина     | 27 августа 1987 | 32      | 1       | 5       | 0       |
| Степанов Андрей Владимирович      | Украина     | 11 июня 1978    | 27      | 1       | 0       | 0       |
| Бурдиян Андрей Андреевич          | Украина     | 18 января 1986  | 26      | 1       | 7       | 0       |
| Родина Вадим Васильевич           | Украина     | 24 марта 1988   | 23      | 0       | 3       | 0       |
| Логинов Александр Николаевич      | Украина     | 23 июля 1991    | 8       | 0       | 1       | 0       |
| Олефир Владимир Андреевич         | Украина     | 26 февраля 1980 | 7       | 0       | 1       | 0       |
| Фатеев Дмитрий Михайлович         | Украина     | 21 июня 1994    | 3       | 0       | 0       | 0       |
| Новицкий Павел Сергеевич          | Украина     | 8 февраля 1987  | 2       | 0       | 0       | 0       |
| Полузащитники                     |             |                 |         |         |         |         |
| Немчанинов Дмитрий Андреевич      | Украина     | 27 января 1990  | 30      | 2       | 3       | 1       |
| Рудницкий Иван Витальевич         | Украина     | 5 июля 1991     | 30      | 4       | 4       | 0       |
| Войтенко Иван Сергеевич           | Украина     | 13 апреля 1989  | 17      | 0       | 3       | 0       |
| Осадчий Дмитрий Сергеевич         | Украина     | 5 августа 1992  | 14      | 2       | 2       | 0       |
| Бушман Юрий Вячеславович          | Украина     | 14 мая 1990     | 9       | 1       | 1       | 1       |
| Гонщик Вадим Валерьевич           | Украина     | 25 января 1986  | 7       | 0       | 1       | 0       |
| Хаблов Максим Сергеевич           | Украина     | 8 января 1988   | 5       | 0       | 2       | 0       |
| Загальский Игорь Владимирович     | Украина     | 19 мая 1991     | 4       | 0       | 1       | 0       |
| Шибко Андрей Владимирович         | Украина     | 13 января 1988  | 3       | 0       | 0       | 0       |
| Дячук-Ставицкий Михаил Юрьевич    | Украина     | 1 января 1989   | 1       | 0       | 0       | 0       |
| Сокуренко Виталий Валерьевич      | Украина     | 13 мая 1991     | 1       | 0       | 0       | 0       |
| Титов Дмитрий Николаевич          | Украина     | 14 января 1993  | 1       | 0       | 0       | 0       |
| Нападающие                        |             |                 |         |         |         |         |
| Галенко Ярослав Александрович     | Украина     | 7 января 1991   | 29      | 12      | 4       | 0       |
| Горбаненко Вячеслав Александрович | Украина     | 22 февраля 1984 | 26      | 3       | 4       | 0       |
| Насибулин Владислав Олегович      | Украина     | 6 июля 1989     | 26      | 6       | 4       | 0       |
| Порошин Андрей Михайлович         | Украина     | 30 июля 1978    | 22      | 1       | 2       | 0       |
| Иванов Егор Сергеевич             | Украина     | 30 августа 1991 | 22      | 3       | 5       | 0       |
| Шаврин Вадим Олегович             | Украина     | 15 мая 1988     | 18      | 6       | 5       | 0       |
| Кочура Александр Григорьевич      | Украина     | 7 марта 1986    | 11      | 1       | 1       | 0       |
| Самойленко Вячеслав Юрьевич       | Украина     | 8 сентября 1992 | 7       | 2       | 0       | 0       |
| Швец Игорь Богданович             | Украина     | 14 марта 1985   | 2       | 0       | 1       | 0       |

## Крымтеплица
| Футболист                        | Гражданство | Дата рождения    | М       | Г       | ЖК      | КК      |
| Вратари                          | Вратари     | Вратари          | Вратари | Вратари | Вратари | Вратари |
| -------------------------------- | ----------- | ---------------- | ------- | ------- | ------- | ------- |
| Базилевич Вячеслав Анатольевич   | Украина     | 7 августа 1990   | 26      | 0       | 2       | 0       |
| Радь Андрей Владимирович         | Украина     | 16 марта 1988    | 6       | 0       | 0       | 0       |
| Поштаренко Павел Александрович   | Украина     | 12 апреля 1991   | 4       | 0       | 0       | 0       |
| Русан Сергей Александрович       | Украина     | 1 апреля 1989    | 1       | 0       | 0       | 0       |
| Защитники                        |             |                  |         |         |         |         |
| Дитятьев Алексей Алексеевич      | Украина     | 7 ноября 1988    | 27      | 1       | 8       | 0       |
| Михайлюк Тарас Леонидович        | Украина     | 26 августа 1984  | 17      | 0       | 5       | 0       |
| Луценко Игорь Анатольевич        | Украина     | 19 апреля 1986   | 16      | 0       | 3       | 0       |
| Карамушка Олег Александрович     | Украина     | 30 апреля 1984   | 13      | 1       | 2       | 0       |
| Новотрясов Артур Николаевич      | Украина     | 19 июля 1992     | 12      | 0       | 3       | 0       |
| Андреев Сергей Владимирович      | Украина     | 14 марта 1990    | 10      | 0       | 0       | 0       |
| Адамюк Владимир Михайлович       | Украина     | 17 июля 1991     | 9       | 0       | 1       | 1       |
| Яблонский Алексей Александрович  | Украина     | 6 июня 1989      | 6       | 0       | 0       | 0       |
| Антонюк Александр Андреевич      | Украина     | 29 января 1979   | 5       | 0       | 1       | 0       |
| Полузащитники                    |             |                  |         |         |         |         |
| Симончук Владимир Петрович       | Украина     | 22 января 1982   | 29      | 2       | 8       | 0       |
| Цой Сергей Геннадьевич           | Украина     | 15 февраля 1984  | 24      | 0       | 2       | 0       |
| Романенко Владимир Александрович | Украина     | 8 июня 1985      | 24      | 0       | 2       | 0       |
| Бидловский Владимир Зиновьевич   | Украина     | 31 мая 1988      | 20      | 2       | 7       | 0       |
| Зейналов Руслан Бахтиярович      | Украина     | 19 июня 1982     | 19      | 4       | 3       | 0       |
| Свиридов Платон Николаевич       | Украина     | 20 ноября 1986   | 11      | 3       | 4       | 0       |
| Солнцев Игорь Николаевич         | Украина     | 8 октября 1989   | 10      | 1       | 0       | 0       |
| Днистрян Виталий Петрович        | Украина     | 31 марта 1990    | 10      | 1       | 2       | 0       |
| Саранчуков Виталий Павлович      | Украина     | 1 июня 1979      | 9       | 0       | 3       | 0       |
| Топчевский Андрей Михайлович     | Украина     | 4 декабря 1992   | 7       | 0       | 1       | 0       |
| Котенко Иван Петрович            | Украина     | 28 апреля 1985   | 7       | 0       | 1       | 0       |
| Абляметов Арсен Шавкатович       | Украина     | 10 августа 1984  | 7       | 0       | 2       | 0       |
| Корольчук Антон Валерьевич       | Украина     | 9 марта 1987     | 6       | 0       | 0       | 0       |
| Власюк Андрей Александрович      | Украина     | 28 мая 1992      | 5       | 0       | 0       | 0       |
| Ступак Александр Александрович   | Украина     | 26 марта 1995    | 3       | 0       | 0       | 0       |
| Нападающие                       |             |                  |         |         |         |         |
| Палагнюк Василий Васильевич      | Украина     | 7 марта 1991     | 33      | 4       | 2       | 0       |
| Мемешев Редван Раимович          | Украина     | 15 августа 1993  | 29      | 4       | 7       | 0       |
| Мельник Игорь Васильевич         | Украина     | 21 августа 1986  | 20      | 2       | 5       | 0       |
| Зубко Игорь Альбертович          | Украина     | 30 сентября 1991 | 11      | 0       | 0       | 0       |
| Самойленко Вячеслав Юрьевич      | Украина     | 8 сентября 1992  | 11      | 0       | 2       | 0       |
| Османов Редван Ибрагимович       | Украина     | 5 мая 1993       | 10      | 1       | 0       | 0       |
| Тимченко Игорь Викторович        | Украина     | 16 января 1986   | 8       | 3       | 2       | 0       |
| Деребчинский Александр Борисович | Украина     | 7 мая 1991       | 7       | 0       | 0       | 0       |

## Нефтяник-Укрнефть
| Футболист                        | Гражданство | Дата рождения    | М       | Г       | ЖК      | КК      |
| Вратари                          | Вратари     | Вратари          | Вратари | Вратари | Вратари | Вратари |
| -------------------------------- | ----------- | ---------------- | ------- | ------- | ------- | ------- |
| Чурилов Александр Владимирович   | Украина     | 6 июня 1984      | 27      | 0       | 2       | 0       |
| Вокальчук Сергей Евгеньевич      | Украина     | 2 января 1982    | 5       | 0       | 0       | 0       |
| Рыльский Денис Юрьевич           | Украина     | 12 мая 1989      | 2       | 0       | 0       | 0       |
| Защитники                        |             |                  |         |         |         |         |
| Ховбоша Дмитрий Викторович       | Украина     | 5 февраля 1989   | 28      | 1       | 2       | 0       |
| Бояринцев Леонид Андреевич       | Украина     | 18 сентября 1982 | 29      | 5       | 5       | 0       |
| Башлай Дмитрий Александрович     | Украина     | 25 апреля 1990   | 27      | 0       | 10      | 1       |
| Васильев Денис Александрович     | Украина     | 8 мая 1987       | 23      | 0       | 7       | 0       |
| Евстафьев Дмитрий Александрович  | Украина     | 3 января 1985    | 21      | 0       | 5       | 0       |
| Войцеховский Денис Александрович | Украина     | 24 ноября 1983   | 20      | 0       | 4       | 1       |
| Полузащитники                    |             |                  |         |         |         |         |
| Кременчуцкий Максим Леонидович   | Украина     | 25 января 1986   | 22      | 0       | 7       | 0       |
| Светличный Роман Петрович        | Украина     | 4 января 1986    | 21      | 2       | 3       | 0       |
| Даудов Марат Магомедович         | Украина     | 3 августа 1989   | 19      | 2       | 0       | 0       |
| Ермак Олег Васильевич            | Украина     | 9 марта 1986     | 18      | 1       | 4       | 0       |
| Зайчук Владислав Леонидович      | Украина     | 15 ноября 1980   | 14      | 1       | 3       | 0       |
| Павелко Алексей Владимирович     | Украина     | 12 мая 1986      | 12      | 0       | 2       | 0       |
| Вайда Шандор Александрович       | Украина     | 14 декабря 1991  | 11      | 1       | 2       | 0       |
| Сирота Максим Александрович      | Украина     | 27 июля 1987     | 7       | 1       | 0       | 0       |
| Разуваев Алексей Игоревич        | Украина     | 14 января 1993   | 4       | 0       | 1       | 0       |
| Костышин Руслан Владимирович     | Украина     | 8 января 1977    | 3       | 0       | 0       | 0       |
| Нападающие                       |             |                  |         |         |         |         |
| Артюх Сергей Валентинович        | Украина     | 29 июля 1985     | 30      | 4       | 3       | 0       |
| Саванчук Александр Владимирович  | Украина     | 9 октября 1982   | 27      | 1       | 9       | 0       |
| Яровенко Александр Евгеньевич    | Украина     | 19 декабря 1987  | 25      | 4       | 2       | 1       |
| Тарасенко Александр Сергеевич    | Украина     | 12 февраля 1985  | 23      | 1       | 6       | 0       |
| Полтавец Роман Вадимович         | Украина     | 27 июля 1983     | 22      | 7       | 6       | 0       |
| Радионов Евгений Анатольевич     | Украина     | 3 июля 1986      | 21      | 4       | 0       | 0       |
| Мостовой Андрей Владимирович     | Украина     | 24 января 1988   | 15      | 0       | 7       | 0       |
| Левига Руслан Иванович           | Украина     | 31 января 1983   | 11      | 3       | 0       | 0       |
| Кисиль Сергей Владимирович       | Украина     | 11 февраля 1993  | 4       | 0       | 1       | 0       |

## Николаев
| Футболист                          | Гражданство | Дата рождения    | М       | Г       | ЖК      | КК      |
| Вратари                            | Вратари     | Вратари          | Вратари | Вратари | Вратари | Вратари |
| ---------------------------------- | ----------- | ---------------- | ------- | ------- | ------- | ------- |
| Чуваев Олег Сергеевич              | Украина     | 25 октября 1987  | 20      | 0       | 1       | 0       |
| Товт Андрей Владимирович           | Украина     | 12 марта 1985    | 12      | 0       | 0       | 0       |
| Восконян Валерий Николаевич        | Украина     | 6 апреля 1994    | 1       | 0       | 0       | 0       |
| Защитники                          |             |                  |         |         |         |         |
| Волков Дмитрий Васильевич          | Украина     | 18 сентября 1985 | 20      | 1       | 5       | 0       |
| Тарасенко Александр Викторович     | Украина     | 11 декабря 1978  | 19      | 1       | 4       | 0       |
| Давыдов Олег Олегович              | Украина     | 29 марта 1982    | 17      | 1       | 3       | 0       |
| Леонидов Олег Анатольевич          | Украина     | 16 августа 1985  | 16      | 0       | 2       | 0       |
| Зелди Сергей Владимирович          | Украина     | 13 июня 1986     | 15      | 0       | 5       | 0       |
| Черник Игорь Александрович         | Украина     | 28 июня 1984     | 13      | 0       | 2       | 1       |
| Луценко Игорь Анатольевич          | Украина     | 19 апреля 1986   | 11      | 0       | 3       | 0       |
| Тистык Игорь Владимирович          | Украина     | 27 мая 1989      | 9       | 0       | 1       | 0       |
| Гибалюк Николай Николаевич         | Украина     | 21 мая 1984      | 7       | 0       | 1       | 0       |
| Литвяк Александр Андреевич         | Украина     | 14 ноября 1990   | 4       | 0       | 1       | 0       |
| Каика Валерий Александрович        | Украина     | 5 марта 1987     | 3       | 0       | 0       | 0       |
| Подвирный Владимир Петрович        | Украина     | 12 января 1990   | 3       | 0       | 1       | 0       |
| Полузащитники                      |             |                  |         |         |         |         |
| Чорний Артём Александрович         | Украина     | 23 октября 1989  | 29      | 3       | 5       | 0       |
| Ковалёв Андрей Владимирович        | Украина     | 27 марта 1990    | 29      | 4       | 6       | 0       |
| Голенков Антон Анатольевич         | Украина     | 17 декабря 1989  | 29      | 4       | 7       | 0       |
| Гудзикевич Станислав Александрович | Украина     | 7 марта 1978     | 25      | 2       | 3       | 1       |
| Чучман Станислав Романович         | Украина     | 28 января 1991   | 22      | 2       | 8       | 2       |
| Лищук Александр Сергеевич          | Украина     | 16 февраля 1986  | 17      | 5       | 1       | 0       |
| Каблаш Александр Геннадьевич       | Украина     | 5 сентября 1989  | 12      | 4       | 1       | 0       |
| Кучеренко Сергей Сергеевич         | Украина     | 7 января 1984    | 12      | 5       | 2       | 0       |
| Бессалов Артём Леонидович          | Украина     | 1 апреля 1983    | 11      | 0       | 0       | 0       |
| Булычев Юрий Петрович              | Украина     | 12 октября 1982  | 11      | 0       | 1       | 0       |
| Чаус Константин Юрьевич            | Украина     | 22 сентября 1990 | 10      | 0       | 2       | 0       |
| Владов Дмитрий Михайлович          | Украина     | 12 марта 1990    | 8       | 0       | 2       | 0       |
| Янченко Арсений Александрович      | Украина     | 1 февраля 1995   | 3       | 0       | 0       | 0       |
| Нападающие                         |             |                  |         |         |         |         |
| Берко Виктор Юрьевич               | Украина     | 21 сентября 1992 | 30      | 6       | 2       | 0       |
| Семенина Игорь Богданович          | Украина     | 1 января 1989    | 19      | 3       | 0       | 0       |
| Бобаль Матвей Матвеевич            | Украина     | 27 мая 1984      | 17      | 4       | 3       | 0       |
| Гагулин Евгений Олегович           | Украина     | 11 марта 1995    | 6       | 0       | 0       | 0       |
| Крыжановский Игорь Николаевич      | Украина     | 23 августа 1989  | 2       | 0       | 0       | 0       |
| Котов Владислав Валерьевич         | Украина     | 1 июля 1994      | 1       | 0       | 0       | 0       |

## Оболонь
| Футболист                        | Гражданство | Дата рождения    | М       | Г       | ЖК      | КК      |
| Вратари                          | Вратари     | Вратари          | Вратари | Вратари | Вратари | Вратари |
| -------------------------------- | ----------- | ---------------- | ------- | ------- | ------- | ------- |
| Березовский Игорь Олегович       | Украина     | 24 августа 1990  | 12      | 0       | 0       | 0       |
| Товт Андрей Владимирович         | Украина     | 12 марта 1985    | 8       | 0       | 0       | 0       |
| Защитники                        |             |                  |         |         |         |         |
| Илькив Игорь Богданович          | Украина     | 15 марта 1985    | 16      | 0       | 3       | 0       |
| Гурский Андрей Петрович          | Украина     | 30 августа 1988  | 14      | 0       | 4       | 0       |
| Дурай Тарас Богданович           | Украина     | 31 июля 1984     | 14      | 2       | 2       | 0       |
| Сидоренко Кирилл Владимирович    | Украина     | 25 июля 1985     | 11      | 1       | 1       | 0       |
| Конюшенко Андрей Викторович      | Украина     | 2 апреля 1977    | 9       | 0       | 2       | 0       |
| Иашвили Давит Михайлович         | Украина     | 1 сентября 1992  | 3       | 0       | 0       | 0       |
| Майданевич Алексей Александрович | Украина     | 18 июля 1991     | 1       | 0       | 0       | 0       |
| Черемисин Алексей Владимирович   | Украина     | 4 января 1991    | 1       | 0       | 0       | 0       |
| Полузащитники                    |             |                  |         |         |         |         |
| Лупашко Владислав Викторович     | Украина     | 4 декабря 1986   | 17      | 0       | 5       | 0       |
| Корнев Андрей Владимирович       | Украина     | 1 ноября 1978    | 16      | 0       | 4       | 0       |
| Захаревич Ярослав Олегович       | Украина     | 24 сентября 1989 | 16      | 1       | 2       | 0       |
| Баранец Григорий Григорьевич     | Украина     | 22 июля 1986     | 16      | 1       | 2       | 0       |
| Мякушко Сергей Владимирович      | Украина     | 15 апреля 1993   | 15      | 2       | 2       | 0       |
| Пердута Игорь Романович          | Украина     | 15 ноября 1990   | 12      | 0       | 1       | 0       |
| Баранец Борис Григорьевич        | Украина     | 22 июля 1986     | 10      | 0       | 4       | 0       |
| Толстяк Александр Аркадьевич     | Украина     | 4 февраля 1990   | 8       | 1       | 1       | 0       |
| Шевчук Антон Юрьевич             | Украина     | 8 февраля 1990   | 6       | 0       | 1       | 0       |
| Месхия Ираклий Георгиевич        | Украина     | 7 января 1993    | 5       | 0       | 2       | 0       |
| Котенко Иван Петрович            | Украина     | 28 апреля 1985   | 4       | 0       | 0       | 0       |
| Сибиряков Сергей Александрович   | Украина     | 1 января 1982    | 4       | 0       | 0       | 0       |
| Поспелов Алексей Михайлович      | Украина     | 10 сентября 1990 | 2       | 0       | 0       | 0       |
| Кучеренко Сергей Сергеевич       | Украина     | 7 января 1984    | 2       | 0       | 1       | 0       |
| Турчанов Вячеслав Игоревич       | Украина     | 3 августа 1991   | 2       | 0       | 1       | 0       |
| Матвейченко Денис Павлович       | Украина     | 18 июня 1994     | 1       | 0       | 0       | 0       |
| Нападающие                       |             |                  |         |         |         |         |
| Кочура Александр Григорьевич     | Украина     | 7 марта 1986     | 19      | 2       | 1       | 0       |
| Пищур Александр Витальевич       | Украина     | 26 января 1981   | 16      | 4       | 2       | 0       |
| Воробей Дмитрий Сергеевич        | Украина     | 10 мая 1985      | 14      | 4       | 4       | 1       |
| Яковенко Юрий Павлович           | Украина     | 3 сентября 1993  | 7       | 1       | 1       | 0       |
| Семенюк Александр Дмитриевич     | Украина     | 20 февраля 1987  | 6       | 0       | 1       | 0       |
| Бондаренко Александр Игоревич    | Украина     | 28 июля 1989     | 1       | 0       | 0       | 0       |

## Одесса
| Футболист                        | Гражданство | Дата рождения    | М       | Г       | ЖК      | КК      |
| Вратари                          | Вратари     | Вратари          | Вратари | Вратари | Вратари | Вратари |
| -------------------------------- | ----------- | ---------------- | ------- | ------- | ------- | ------- |
| Паламарчук Алексей Сергеевич     | Украина     | 22 июля 1991     | 23      | 0       | 1       | 0       |
| Скрипник Андрей Валерьевич       | Украина     | 24 января 1988   | 6       | 0       | 0       | 0       |
| Леонидов Владислав Валерьевич    | Украина     | 11 февраля 1990  | 4       | 0       | 0       | 0       |
| Лавренцов Александр Сергеевич    | Украина     | 15 декабря 1972  | 1       | 0       | 0       | 0       |
| Защитники                        |             |                  |         |         |         |         |
| Гостев Вадим Вячеславович        | Украина     | 19 января 1987   | 33      | 1       | 2       | 0       |
| Калитов Александр Владимирович   | Украина     | 29 сентября 1993 | 32      | 1       | 1       | 0       |
| Опря Анатолий Александрович      | Украина     | 25 ноября 1977   | 31      | 3       | 1       | 0       |
| Гальский Владислав Олегович      | Украина     | 2 января 1994    | 24      | 0       | 2       | 0       |
| Любчак Сергей Юрьевич            | Украина     | 15 апреля 1986   | 21      | 1       | 3       | 0       |
| Поспелов Дмитрий Алексеевич      | Украина     | 19 октября 1991  | 19      | 0       | 1       | 0       |
| Волчков Александр Анатольевич    | Украина     | 18 июля 1985     | 17      | 0       | 5       | 0       |
| Бедный Егор Павлович             | Украина     | 27 июня 1988     | 16      | 0       | 4       | 0       |
| Томах Александр Александрович    | Украина     | 17 января 1993   | 8       | 0       | 0       | 0       |
| Пунько Евгений Валерьевич        | Украина     | 10 октября 1991  | 3       | 0       | 0       | 0       |
| Гусев Никита Сергеевич           | Украина     | 15 ноября 1994   | 2       | 0       | 0       | 0       |
| Полузащитники                    |             |                  |         |         |         |         |
| Пархоменко Дмитрий Викторович    | Украина     | 24 октября 1978  | 32      | 0       | 2       | 0       |
| Шестаков Сергей Сергеевич        | Украина     | 12 апреля 1990   | 32      | 1       | 1       | 0       |
| Пархоменко Константин Андреевич  | Украина     | 25 мая 1991      | 32      | 2       | 4       | 0       |
| Платунов Сергей Дмитриевич       | Украина     | 9 августа 1991   | 31      | 0       | 2       | 0       |
| Бондаренко Алексей Александрович | Украина     | 17 декабря 1992  | 24      | 0       | 1       | 0       |
| Гавриленко Максим Сергеевич      | Украина     | 18 августа 1991  | 12      | 0       | 3       | 0       |
| Пицык Евгений Олегович           | Украина     | 22 июня 1988     | 11      | 2       | 2       | 0       |
| Степанишин Александр Николаевич  | Украина     | 27 марта 1988    | 9       | 2       | 2       | 0       |
| Силич Кирилл Евгеньевич          | Украина     | 3 августа 1990   | 8       | 0       | 1       | 0       |
| Каблаш Александр Геннадьевич     | Украина     | 5 сентября 1989  | 5       | 1       | 0       | 0       |
| Полтавец Валентин Николаевич     | Украина     | 18 апреля 1975   | 3       | 0       | 0       | 0       |
| Джапаридзе Бека Мерабович        | Украина     | 1 ноября 1991    | 1       | 0       | 0       | 0       |
| Нападающие                       |             |                  |         |         |         |         |
| Балабанов Константин Алексеевич  | Украина     | 13 августа 1982  | 26      | 3       | 3       | 0       |
| Малин Михаил Петрович            | Украина     | 19 октября 1991  | 26      | 4       | 2       | 0       |
| Закиряев Тимур Еркинович         | Украина     | 7 мая 1993       | 6       | 0       | 0       | 0       |
| Игуменов Никита Геннадьевич      | Украина     | 19 декабря 1994  | 3       | 0       | 0       | 0       |

## Олимпик
| Футболист                        | Гражданство | Дата рождения    | М       | Г       | ЖК      | КК      |
| Вратари                          | Вратари     | Вратари          | Вратари | Вратари | Вратари | Вратари |
| -------------------------------- | ----------- | ---------------- | ------- | ------- | ------- | ------- |
| Махарадзе Заури Анзорович        | Украина     | 24 марта 1993    | 19      | 0       | 2       | 1       |
| Жданков Дмитрий Сергеевич        | Украина     | 18 ноября 1984   | 13      | 0       | 0       | 0       |
| Жук Владимир Николаевич          | Украина     | 30 мая 1986      | 3       | 0       | 0       | 0       |
| Защитники                        |             |                  |         |         |         |         |
| Иса Шериф                        | Нигерия     | 10 ноября 1990   | 30      | 4       | 4       | 0       |
| Гришко Дмитрий Сергеевич         | Украина     | 2 декабря 1985   | 29      | 2       | 2       | 0       |
| Иванов Павел Александрович       | Украина     | 28 сентября 1984 | 22      | 0       | 3       | 0       |
| Змиевский Алексей Владимирович   | Украина     | 18 февраля 1985  | 16      | 0       | 2       | 0       |
| Сытник Александр Сергеевич       | Украина     | 7 июля 1984      | 12      | 1       | 3       | 0       |
| Голиков Александр Владиславович  | Украина     | 13 ноября 1991   | 11      | 0       | 0       | 0       |
| Дудник Игорь Анатольевич         | Украина     | 9 августа 1985   | 11      | 0       | 2       | 0       |
| Полянский Виталий Владимирович   | Украина     | 30 ноября 1988   | 8       | 0       | 1       | 0       |
| Черемисин Алексей Владимирович   | Украина     | 4 января 1991    | 7       | 0       | 3       | 0       |
| Орехов Олег Олегович             | Украина     | 28 ноября 1990   | 2       | 0       | 0       | 0       |
| Сикульский Артём Владимирович    | Украина     | 2 ноября 1990    | 1       | 0       | 0       | 0       |
| Полузащитники                    |             |                  |         |         |         |         |
| Огиря Владислав Леонидович       | Украина     | 3 апреля 1990    | 32      | 0       | 2       | 0       |
| Волков Александр Николаевич      | Украина     | 7 февраля 1989   | 27      | 4       | 4       | 0       |
| Драченко Максим Олегович         | Украина     | 28 января 1990   | 25      | 0       | 7       | 0       |
| Дорошенко Кирилл Александрович   | Украина     | 17 ноября 1989   | 20      | 3       | 3       | 0       |
| Санжар Роман Николаевич          | Украина     | 28 мая 1979      | 19      | 0       | 3       | 0       |
| Лебедь Валерий Игоревич          | Украина     | 5 января 1989    | 19      | 0       | 4       | 0       |
| Скороходов Максим Александрович  | Украина     | 3 декабря 1986   | 10      | 0       | 2       | 0       |
| Савин Артём Сергеевич            | Украина     | 20 января 1981   | 8       | 0       | 2       | 0       |
| Олейник Дмитрий Русланович       | Украина     | 25 февраля 1993  | 4       | 0       | 1       | 0       |
| Поднебенный Вячеслав Григорьевич | Украина     | 3 мая 1988       | 1       | 0       | 0       | 0       |
| Пилипчук Иван Романович          | Украина     | 21 мая 1991      | 1       | 0       | 0       | 0       |
| Нападающие                       |             |                  |         |         |         |         |
| Гельзин Владислав Григорьевич    | Украина     | 27 августа 1973  | 24      | 3       | 2       | 0       |
| Грибанов Сергей Олегович         | Украина     | 17 ноября 1981   | 19      | 5       | 2       | 0       |
| Левига Руслан Иванович           | Украина     | 31 января 1983   | 15      | 5       | 2       | 0       |
| Головченко Андрей Анатольевич    | Украина     | 13 апреля 1989   | 10      | 0       | 1       | 0       |
| Семенина Игорь Богданович        | Украина     | 1 января 1989    | 10      | 1       | 0       | 0       |
| Ковалевский Антон Анатольевич    | Украина     | 2 августа 1984   | 10      | 2       | 1       | 0       |
| Каськов Артур Геннадьевич        | Украина     | 18 ноября 1991   | 10      | 2       | 1       | 0       |
| Алексанов Сергей Иванович        | Украина     | 12 февраля 1990  | 10      | 2       | 2       | 0       |
| Олейник Александр Николаевич     | Украина     | 31 октября 1987  | 8       | 0       | 1       | 0       |
| Шабан Немр Осман                 | Украина     | 30 марта 1991    | 7       | 0       | 0       | 0       |

## Полтава
| Футболист                       | Гражданство | Дата рождения    | М       | Г       | ЖК      | КК      |
| Вратари                         | Вратари     | Вратари          | Вратари | Вратари | Вратари | Вратари |
| ------------------------------- | ----------- | ---------------- | ------- | ------- | ------- | ------- |
| Романенко Всеволод Вадимович    | Украина     | 24 марта 1977    | 18      | 0       | 1       | 0       |
| Кучинский Максим Витальевич     | Украина     | 28 июня 1988     | 14      | 0       | 4       | 0       |
| Лавренюк Максим Александрович   | Украина     | 13 января 1986   | 3       | 0       | 0       | 0       |
| Защитники                       |             |                  |         |         |         |         |
| Цапий Юрий Васильевич           | Украина     | 14 октября 1986  | 30      | 0       | 9       | 0       |
| Жданов Александр Николаевич     | Украина     | 27 мая 1984      | 23      | 0       | 7       | 0       |
| Сагайдак Андрей Васильевич      | Украина     | 2 января 1989    | 18      | 0       | 2       | 0       |
| Обревко Александр Анатольевич   | Украина     | 31 мая 1984      | 15      | 0       | 3       | 0       |
| Кицута Анатолий Викторович      | Украина     | 22 декабря 1985  | 9       | 0       | 0       | 0       |
| Зозуля Алексей Владимирович     | Украина     | 15 апреля 1992   | 7       | 0       | 2       | 0       |
| Лозинский Евгений Петрович      | Украина     | 7 февраля 1982   | 7       | 0       | 2       | 0       |
| Конюшенко Андрей Викторович     | Украина     | 2 апреля 1977    | 6       | 0       | 2       | 1       |
| Стоян Денис Анатольевич         | Украина     | 24 августа 1981  | 2       | 0       | 1       | 0       |
| Листопад Тимофей Андреевич      | Украина     | 12 октября 1988  | 1       | 0       | 0       | 0       |
| Полузащитники                   |             |                  |         |         |         |         |
| Даценко Сергей Александрович    | Украина     | 6 сентября 1987  | 30      | 1       | 7       | 0       |
| Одинцов Евгений Юрьевич         | Украина     | 23 августа 1986  | 30      | 2       | 6       | 0       |
| Зеленевич Максим Юрьевич        | Украина     | 10 марта 1992    | 26      | 2       | 1       | 0       |
| Козориз Иван Николаевич         | Украина     | 14 сентября 1979 | 25      | 1       | 9       | 0       |
| Бессалов Артём Леонидович       | Украина     | 1 апреля 1983    | 21      | 1       | 4       | 0       |
| Кучеренко Иван Васильевич       | Украина     | 6 января 1987    | 16      | 2       | 0       | 1       |
| Скепский Денис Владимирович     | Украина     | 5 июля 1987      | 14      | 5       | 0       | 0       |
| Данькив Андрей Игоревич         | Украина     | 23 января 1987   | 13      | 0       | 1       | 0       |
| Бидненко Руслан Михайлович      | Украина     | 20 июля 1981     | 11      | 1       | 2       | 0       |
| Степанишин Александр Николаевич | Украина     | 27 марта 1988    | 11      | 1       | 3       | 0       |
| Лугачёв Егор Юрьевич            | Украина     | 24 декабря 1988  | 11      | 1       | 3       | 0       |
| Деркач Андрей Владимирович      | Украина     | 28 мая 1985      | 9       | 0       | 4       | 0       |
| Нуридинов Длявер Хасанович      | Украина     | 2 мая 1992       | 9       | 1       | 1       | 0       |
| Микуляк Владислав Степанович    | Украина     | 30 августа 1984  | 9       | 1       | 2       | 0       |
| Шевчук Антон Юрьевич            | Украина     | 8 февраля 1990   | 8       | 0       | 1       | 0       |
| Коваленко Илья Александрович    | Украина     | 20 марта 1990    | 5       | 0       | 1       | 0       |
| Радченко Валерий Валерьевич     | Украина     | 19 декабря 1988  | 4       | 0       | 0       | 0       |
| Стебловский Сергей Андреевич    | Украина     | 31 марта 1992    | 3       | 0       | 0       | 0       |
| Вишняков Евгений Михайлович     | Украина     | 10 июля 1989     | 1       | 0       | 0       | 0       |
| Нападающие                      |             |                  |         |         |         |         |
| Ивашко Руслан Викторович        | Украина     | 10 ноября 1986   | 28      | 12      | 6       | 0       |
| Сирик Артур Владимирович        | Украина     | 17 февраля 1989  | 26      | 3       | 0       | 0       |
| Воробей Дмитрий Сергеевич       | Украина     | 10 мая 1985      | 11      | 0       | 3       | 0       |
| Тимченко Игорь Викторович       | Украина     | 16 января 1986   | 7       | 0       | 1       | 0       |
| Антипов Вадим Петрович          | Украина     | 11 сентября 1988 | 6       | 0       | 0       | 0       |
| Радионов Евгений Анатольевич    | Украина     | 3 июля 1986      | 4       | 0       | 1       | 0       |

## Севастополь
| Футболист                          | Гражданство        | Дата рождения    | М       | Г       | ЖК      | КК      |
| Вратари                            | Вратари            | Вратари          | Вратари | Вратари | Вратари | Вратари |
| ---------------------------------- | ------------------ | ---------------- | ------- | ------- | ------- | ------- |
| Литовка Игорь Юрьевич              | Украина            | 5 июня 1988      | 14      | 0       | 0       | 0       |
| Махновский Константин Михайлович   | Украина            | 1 января 1989    | 13      | 0       | 3       | 0       |
| Чуваев Олег Сергеевич              | Украина            | 25 октября 1987  | 5       | 0       | 0       | 0       |
| Защитники                          |                    |                  |         |         |         |         |
| Новак Евгений Анатольевич          | Украина            | 1 февраля 1989   | 28      | 0       | 4       | 0       |
| Воронин Сергей Александрович       | Украина            | 24 марта 1987    | 27      | 1       | 3       | 0       |
| Федорив Владимир Николаевич        | Украина            | 29 июля 1985     | 24      | 0       | 5       | 0       |
| Гвинианидзе Мате Арсенович         | Грузия             | 10 декабря 1986  | 16      | 0       | 4       | 0       |
| Неплях Евгений Сергеевич           | Украина            | 11 мая 1992      | 15      | 0       | 0       | 0       |
| Симоненко Сергей Юрьевич           | Украина            | 12 июня 1981     | 4       | 0       | 3       | 0       |
| Монахов Антон Александрович        | Украина            | 31 января 1982   | 2       | 0       | 0       | 0       |
| Гурский Андрей Петрович            | Украина            | 30 августа 1988  | 1       | 0       | 0       | 0       |
| Полузащитники                      |                    |                  |         |         |         |         |
| Карноза Артур Александрович        | Украина            | 2 августа 1990   | 29      | 6       | 3       | 0       |
| Танчик Владимир Романович          | Украина            | 17 октября 1991  | 29      | 7       | 3       | 0       |
| Левандовский Мариуш                | Польша             | 18 мая 1979      | 28      | 4       | 4       | 0       |
| Караваев Александр Александрович   | Украина            | 2 июня 1992      | 26      | 5       | 3       | 0       |
| Жабокрицкий Александр Сергеевич    | Украина            | 29 января 1981   | 24      | 5       | 3       | 0       |
| Дуляй Игорь                        | Сербия             | 29 октября 1979  | 22      | 1       | 4       | 0       |
| Крамар Антон Игоревич              | Украина            | 5 февраля 1988   | 20      | 1       | 2       | 0       |
| Малиновский Руслан Владимирович    | Украина            | 4 мая 1993       | 16      | 1       | 3       | 0       |
| Бредун Евгений Дмитриевич          | Украина            | 10 сентября 1982 | 13      | 2       | 3       | 0       |
| Ткачёв Сергей Анатольевич          | Россия             | 19 мая 1989      | 13      | 8       | 3       | 0       |
| Миколюнас Саулюс                   | Литва              | 2 мая 1984       | 7       | 0       | 0       | 0       |
| Кива Андрей Игоревич               | Украина            | 21 ноября 1989   | 7       | 0       | 0       | 0       |
| Култышев Артём Сергеевич           | Украина            | 28 марта 1984    | 3       | 0       | 0       | 0       |
| Гевлич Владислав Дмитриевич        | Украина            | 23 сентября 1994 | 1       | 0       | 0       | 0       |
| Мачуленко Роман Иванович           | Украина            | 26 июля 1992     | 1       | 0       | 0       | 0       |
| Нападающие                         |                    |                  |         |         |         |         |
| Коваль Владимир Викторович         | Украина            | 6 марта 1992     | 23      | 0       | 2       | 0       |
| Данишевский Александр Владимирович | Украина            | 23 февраля 1984  | 18      | 3       | 1       | 0       |
| Кузнецов Сергей Сергеевич          | Украина            | 31 августа 1982  | 17      | 18      | 0       | 0       |
| Ибраими Бесарт                     | Северная Македония | 17 декабря 1986  | 11      | 1       | 3       | 0       |
| Кожанов Денис Станиславович        | Украина            | 13 июня 1987     | 11      | 2       | 3       | 0       |
| Ковпак Александр Александрович     | Украина            | 2 февраля 1983   | 7       | 3       | 1       | 0       |
| Шевчук Андрей Владимирович         | Украина            | 12 августа 1985  | 1       | 0       | 0       | 0       |

## Сталь
| Футболист                        | Гражданство      | Дата рождения    | М       | Г       | ЖК      | КК      |
| Вратари                          | Вратари          | Вратари          | Вратари | Вратари | Вратари | Вратари |
| -------------------------------- | ---------------- | ---------------- | ------- | ------- | ------- | ------- |
| Ганев Геннадий Юрьевич           | Украина          | 15 мая 1990      | 21      | 0       | 0       | 0       |
| Комарицкий Андрей Андреевич      | Украина          | 2 февраля 1982   | 14      | 0       | 1       | 0       |
| Защитники                        |                  |                  |         |         |         |         |
| Мищенко Андрей Петрович          | Украина          | 7 апреля 1991    | 33      | 2       | 6       | 0       |
| Кондратюк Богдан Александрович   | Украина          | 19 июня 1987     | 25      | 0       | 2       | 0       |
| Ермаков Виталий Михайлович       | Украина          | 7 июня 1992      | 22      | 0       | 5       | 0       |
| Чеботаев Сергей Евгеньевич       | Украина          | 7 марта 1988     | 19      | 0       | 4       | 0       |
| Никитенко Никита Сергеевич       | Украина          | 10 июня 1994     | 1       | 0       | 0       | 0       |
| Полузащитники                    |                  |                  |         |         |         |         |
| Грицай Виталий Леонидович        | Украина          | 20 января 1991   | 31      | 2       | 3       | 0       |
| Батюшин Юрий Валентинович        | Украина          | 7 декабря 1992   | 30      | 7       | 2       | 0       |
| Поступаленко Антон Андреевич     | Украина          | 28 августа 1988  | 28      | 1       | 11      | 0       |
| Солдат Игорь Владимирович        | Украина          | 10 марта 1991    | 27      | 0       | 3       | 0       |
| Окана-Стази Бурнель              | Республика Конго | 10 июля 1983     | 21      | 9       | 2       | 0       |
| Троцько Василий Владимирович     | Украина          | 22 июня 1992     | 19      | 0       | 1       | 0       |
| Карасюк Роман Иванович           | Украина          | 27 марта 1991    | 12      | 0       | 0       | 0       |
| Романчук Роман Николаевич        | Украина          | 19 августа 1986  | 12      | 0       | 1       | 0       |
| Леонов Дмитрий Валерьевич        | Украина          | 6 ноября 1988    | 12      | 4       | 2       | 0       |
| Мироненко Роман Юрьевич          | Украина          | 13 июня 1990     | 9       | 0       | 1       | 0       |
| Хромых Антон Георгиевич          | Украина          | 23 мая 1982      | 7       | 0       | 1       | 0       |
| Козак Михаил Степанович          | Украина          | 20 января 1991   | 6       | 0       | 0       | 0       |
| Кучеров Валерий Владимирович     | Украина          | 11 августа 1993  | 1       | 0       | 0       | 0       |
| Нападающие                       |                  |                  |         |         |         |         |
| Акименко Александр Александрович | Украина          | 5 сентября 1985  | 33      | 9       | 5       | 0       |
| Степанюк Руслан Юрьевич          | Украина          | 16 января 1992   | 33      | 11      | 4       | 0       |
| Сикорский Игорь Александрович    | Украина          | 29 июля 1988     | 32      | 3       | 3       | 0       |
| Локтионов Роман Борисович        | Украина          | 18 октября 1986  | 31      | 10      | 1       | 0       |
| Нгаха Коллинз                    | Камерун          | 26 сентября 1981 | 22      | 0       | 2       | 0       |

## Сумы
| Футболист                         | Гражданство | Дата рождения    | М       | Г       | ЖК      | КК      |
| Вратари                           | Вратари     | Вратари          | Вратари | Вратари | Вратари | Вратари |
| --------------------------------- | ----------- | ---------------- | ------- | ------- | ------- | ------- |
| Бабак Александр Михайлович        | Украина     | 3 февраля 1979   | 21      | 0       | 2       | 0       |
| Павленко Николай Николаевич       | Украина     | 7 мая 1979       | 12      | 0       | 2       | 0       |
| Дейнеко Евгений Анатольевич       | Украина     | 15 октября 1985  | 2       | 0       | 0       | 0       |
| Защитники                         |             |                  |         |         |         |         |
| Мельник Сергей Анатольевич        | Украина     | 4 сентября 1988  | 31      | 1       | 6       | 1       |
| Котелих Олег Дмитриевич           | Украина     | 19 июня 1979     | 30      | 0       | 2       | 0       |
| Камерцель Александр Александрович | Украина     | 17 марта 1981    | 25      | 4       | 2       | 0       |
| Пукась Игорь Александрович        | Украина     | 24 июля 1981     | 22      | 0       | 3       | 0       |
| Петрович Руслан Геннадьевич       | Украина     | 26 января 1989   | 13      | 0       | 0       | 0       |
| Слинкин Андрей Викторович         | Украина     | 19 февраля 1991  | 12      | 0       | 1       | 0       |
| Давыдов Олег Олегович             | Украина     | 29 марта 1982    | 12      | 0       | 4       | 0       |
| Рыбковский Павел Владимирович     | Украина     | 12 июля 1989     | 10      | 1       | 3       | 0       |
| Дурай Тарас Богданович            | Украина     | 31 июля 1984     | 8       | 0       | 2       | 0       |
| Полузащитники                     |             |                  |         |         |         |         |
| Масалов Анатолий Анатольевич      | Украина     | 17 февраля 1990  | 30      | 3       | 2       | 0       |
| Снитко Сергей Николаевич          | Украина     | 31 марта 1975    | 26      | 0       | 3       | 0       |
| Лещук Вадим Вячеславович          | Украина     | 8 октября 1986   | 25      | 0       | 1       | 0       |
| Бугаёв Виталий Владимирович       | Украина     | 7 января 1983    | 24      | 1       | 3       | 0       |
| Притуляк Алексей Александрович    | Украина     | 12 января 1989   | 14      | 0       | 4       | 0       |
| Богачёв Дмитрий Иванович          | Украина     | 25 августа 1992  | 14      | 1       | 0       | 0       |
| Озюм Вячеслав Анатольевич         | Украина     | 9 марта 1988     | 13      | 1       | 0       | 0       |
| Даудов Марат Магомедович          | Украина     | 3 августа 1989   | 13      | 4       | 3       | 0       |
| Пицык Евгений Олегович            | Украина     | 22 июня 1988     | 11      | 1       | 3       | 0       |
| Батищев Александр Владимирович    | Украина     | 14 сентября 1991 | 7       | 0       | 0       | 0       |
| Чахотин Роман Владимирович        | Украина     | 30 сентября 1987 | 5       | 0       | 0       | 0       |
| Федосенко Юрий Александрович      | Украина     | 10 мая 1989      | 2       | 0       | 0       | 0       |
| Зинченко Альберт Викторович       | Украина     | 24 февраля 1992  | 2       | 0       | 1       | 0       |
| Нападающие                        |             |                  |         |         |         |         |
| Мельник Игорь Николаевич          | Украина     | 5 марта 1983     | 32      | 4       | 3       | 0       |
| Лебеденко Александр Викторович    | Украина     | 13 августа 1989  | 26      | 2       | 2       | 0       |
| Есып Богдан Борисович             | Украина     | 2 августа 1978   | 25      | 6       | 3       | 0       |
| Рудь Константин Валерьевич        | Украина     | 3 декабря 1989   | 16      | 0       | 0       | 0       |
| Морозов Александр Александрович   | Украина     | 9 марта 1985     | 13      | 1       | 4       | 0       |
| Коваленко Сергей Викторович       | Украина     | 10 мая 1984      | 11      | 1       | 1       | 0       |

## Титан
| Футболист                      | Гражданство | Дата рождения    | М       | Г       | ЖК      | КК      |
| Вратари                        | Вратари     | Вратари          | Вратари | Вратари | Вратари | Вратари |
| ------------------------------ | ----------- | ---------------- | ------- | ------- | ------- | ------- |
| Науменко Сергей Сергеевич      | Украина     | 24 мая 1986      | 10      | 0       | 0       | 0       |
| Кошелев Артём Анатольевич      | Украина     | 4 января 1985    | 25      | 0       | 0       | 0       |
| Защитники                      |             |                  |         |         |         |         |
| Климентовский Роман Андреевич  | Украина     | 14 апреля 1989   | 33      | 1       | 5       | 0       |
| Карпенко Сергей Васильевич     | Украина     | 19 мая 1981      | 31      | 0       | 5       | 1       |
| Покосенко Алексей Викторович   | Украина     | 7 августа 1989   | 21      | 3       | 2       | 0       |
| Розгон Виталий Викторович      | Украина     | 23 марта 1980    | 19      | 0       | 5       | 0       |
| Фартушняк Андрей Петрович      | Украина     | 24 марта 1989    | 16      | 0       | 4       | 0       |
| Ключик Андрей Сергеевич        | Украина     | 14 февраля 1990  | 15      | 0       | 0       | 0       |
| Калиниченко Виталий Леонидович | Украина     | 29 марта 1983    | 3       | 0       | 0       | 0       |
| Башлай Андрей Александрович    | Украина     | 16 февраля 1985  | 3       | 0       | 1       | 0       |
| Полузащитники                  |             |                  |         |         |         |         |
| Смалько Андрей Алексеевич      | Украина     | 22 января 1981   | 33      | 1       | 5       | 0       |
| Муховиков Антон Владимирович   | Украина     | 20 июня 1984     | 28      | 2       | 8       | 0       |
| Войнаровский Роман Васильевич  | Украина     | 5 января 1980    | 26      | 2       | 5       | 0       |
| Субочев Виталий Александрович  | Украина     | 28 июля 1988     | 25      | 4       | 3       | 0       |
| Нудный Сергей Викторович       | Украина     | 6 октября 1980   | 22      | 4       | 3       | 0       |
| Гади Вячеслав Владимирович     | Украина     | 22 июля 1983     | 20      | 0       | 3       | 0       |
| Маслов Андрей Николаевич       | Украина     | 13 октября 1977  | 18      | 0       | 1       | 0       |
| Кадимян Гегам Гагикович        | Украина     | 19 октября 1992  | 16      | 1       | 0       | 0       |
| Довжик Роман Петрович          | Украина     | 21 сентября 1982 | 14      | 0       | 1       | 0       |
| Мацак Андрей Николаевич        | Украина     | 21 сентября 1983 | 13      | 0       | 2       | 0       |
| Култишев Артём Сергеевич       | Украина     | 28 марта 1984    | 13      | 0       | 3       | 0       |
| Абляметов Арсен Шавкатович     | Украина     | 10 августа 1984  | 4       | 0       | 0       | 0       |
| Ковальчук Тарас Григорьевич    | Украина     | 20 июня 1993     | 1       | 0       | 0       | 0       |
| Нападающие                     |             |                  |         |         |         |         |
| Прокопченко Виталий Викторович | Украина     | 14 января 1983   | 32      | 13      | 8       | 0       |
| Кравченко Сергей Александрович | Украина     | 23 марта 1990    | 29      | 7       | 7       | 0       |
| Гайдаш Андрей Александрович    | Украина     | 16 января 1989   | 19      | 4       | 7       | 0       |
| Жигалов Сергей Александрович   | Украина     | 6 января 1983    | 13      | 2       | 1       | 0       |